# Sébastien Lifshitz

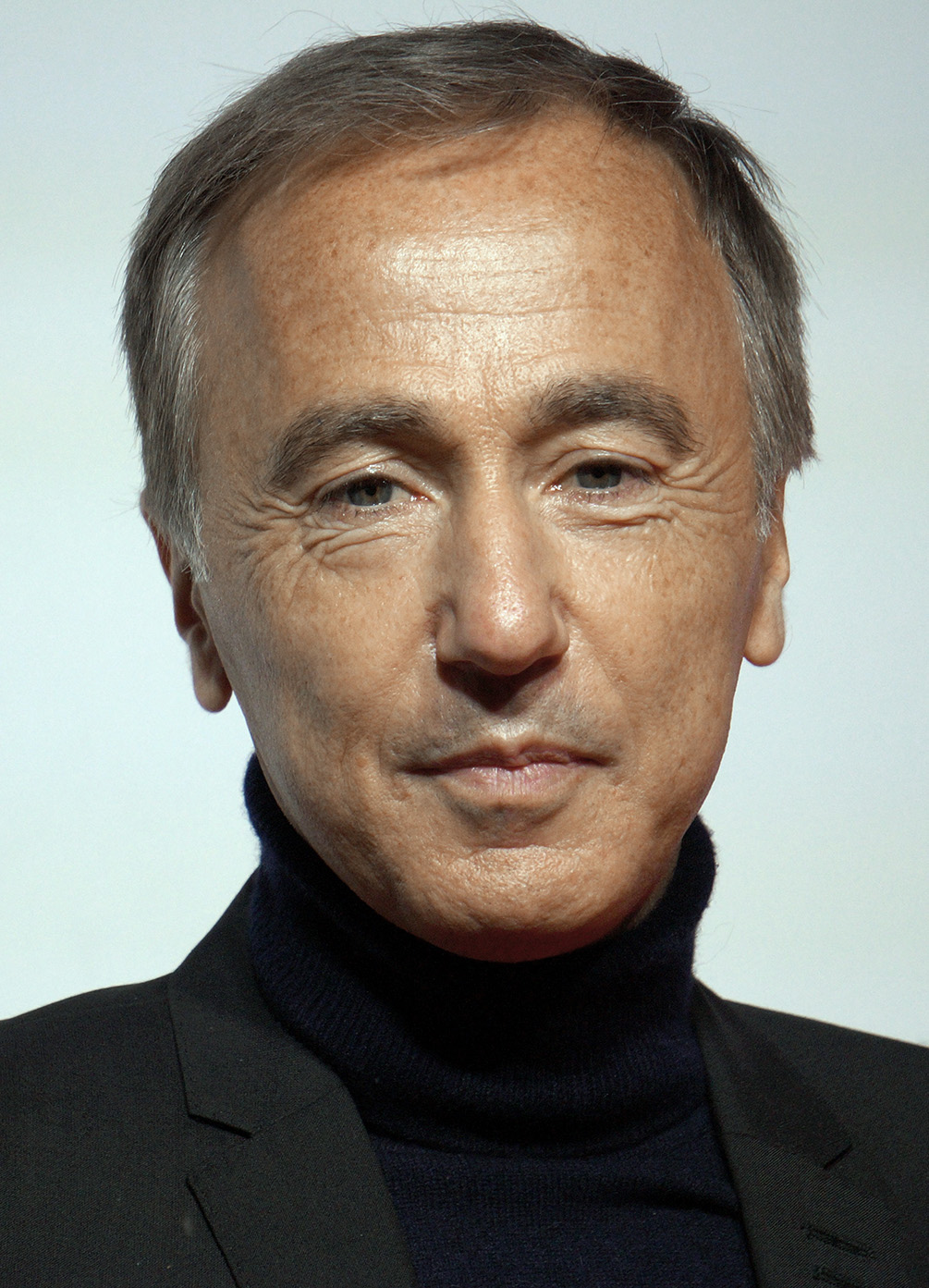
Sébastien Lifshitz (2020)

Sébastien Lifshitz (* 21. Januar 1968 in Paris) ist ein französischer Regisseur und Drehbuchautor.

## Leben
Sébastien Lifshitz studierte von 1987 bis 1993 an der École du Louvre und an der Sorbonne Kunstgeschichte, arbeitete als Assistent Bernard Blistènes und Suzanne Lafonts am Centre Georges Pompidou und schlug dann eine Laufbahn als Regisseur ein. In Offene Herzen und Les terres froides spielte Lifshitz auch in kleinen Nebenrollen.
Für seinen Dokumentarfilm Les invisibles (2012), der das Leben älterer homosexueller Männer und Frauen porträtiert, gewann er 2013 einen César in der Kategorie Bester Dokumentarfilm. Ein weiterer César für den besten Dokumentarfilm folgte 2021 für seine Langzeitdokumentation Jugend. Ein Jahr später stellte er den Dokumentarfilm Casa Susanna (2022) fertig, der beim Filmfestival von Venedig uraufgeführt wurde. Dort wurde Lifshitz der Queer Lion Award for Career Achievement zuerkannt.

## Filmografie
- 1996: Il faut que je l’aime (Kurzfilm)
- 1998: Offene Herzen (Les corps ouverts) (Kurzfilm)
- 1999: Les terres froides (Fernsehfilm)
- 2000: Sommer wie Winter (Presque rien)
- 2001: La traversée (Dokumentarfilm)
- 2004: Wild Side
- 2009: Plein Sud – Auf dem Weg nach Süden (Plein sud)
- 2012: Les invisibles (Dokumentarfilm)
- 2013: Bambi (Dokumentarfilm)
- 2016: Les vies de Thérèse (Dokumentarfilm)
- 2019: Jugend (Adolescentes, Dokumentarfilm)
- 2020: Ein Mädchen (Petite fille, Dokumentarfilm)
- 2022: Casa Susanna (Dokumentarfilm)

## Auszeichnungen (Auswahl)
- 1998: Prix Kodak du court métrage, Filmfestival von Cannes, für Offene Herzen
- 1998: Prix Jean Vigo für Offene Herzen
- 2004: Teddy für den besten Langfilm und Manfred Salzgeber Award, Berlinale für Wild Side
- 2013: Teddy für den besten Dokumentarfilm, Berlinale für Bambi
- 2013: César, Bester Dokumentarfilm, für Les invisibles
- 2014: César-Nominierung, Bester Kurzfilm, für Bambi
- 2016: Queer Palm, Filmfestival von Cannes, für Les vies de Thérèse
- 2020: 3. Platz beim Panorama Publikumspreis in der Kategorie Panorama Dokumente, Berlinale, für Ein Mädchen
- 2020: Silver Hugo für den Besten Dokumentarfilm, Chicago International Film Festival, für Ein Mädchen
- 2021: César, Bester Dokumentarfilm, für Jugend
- 2021: César-Nominierungen, Beste Regie und Bester Film, für Jugend
- 2022: Queer Lion Award for Career Achievement, Filmfestival von Venedig